# Lijst van voetbalinterlands Japan - Venezuela
Deze lijst van voetbalinterlands is een overzicht van alle officiële voetbalwedstrijden tussen de nationale teams van Japan en Venezuela. De landen speelden tot op heden vijf keer tegen elkaar. De eerste ontmoeting, een vriendschappelijke wedstrijd, werd gespeeld in Oita op 2 februari 2010. Het laatste duel, eveneens een vriendschappelijke wedstrijd, vond plaats op 19 november 2019 in Suita.

## Wedstrijden
| № | Plaats   | Datum            | Competitie        | Wedstrijd         | Uitslag |
| - | -------- | ---------------- | ----------------- | ----------------- | ------- |
| 1 | Oita     | 2 februari 2010  | Vriendschappelijk | Japan – Venezuela | 0 – 0   |
| 2 | Sapporo  | 15 augustus 2012 | Vriendschappelijk | Japan – Venezuela | 1 – 1   |
| 3 | Yokohama | 9 september 2014 | Vriendschappelijk | Japan − Venezuela | 3 − 0   |
| 4 | Oita     | 16 november 2018 | Vriendschappelijk | Japan − Venezuela | 1 − 1   |
| 5 | Suita    | 19 november 2019 | Vriendschappelijk | Japan − Venezuela | 1 − 4   |

## Samenvatting
| Competitie        | Totaal gespeeld | Winst Japan | Gelijk | Winst Venezuela | Doelsaldo Japan – Venezuela |
| ----------------- | --------------- | ----------- | ------ | --------------- | --------------------------- |
| Vriendschappelijk | 5               | 1           | 3      | 1               | 6 − 6                       |
| Totaal            | 5               | 1           | 3      | 1               | 6 − 6                       |

## Details

### Eerste ontmoeting
| Vriendschappelijk (Oita, Japan, 2 februari 2010): |              | |
| Japan | 0 – 0        | Venezuela |
| | goals        | |
| Takeshi Okada | bondscoach   | César Farías |
| Seigo Narazaki Yuji Nakazawa Marcus Tulio Tanaka Yuhei Tokunaga 59' Yuto Nagatomo Mitsuo Ogasawara 75' Yasuhito Endo Junichi Inamoto Kengo Nakamura 59' Yoshito Okubo 84' Shinji Okazaki 75' | opstellingen | Leonardo Morales Giovanny Romero José Manuel Rey Gabriel Cichero Carlos Salazar 85' Franklin Lucena Giacomo Di Giorgi 73' Agnel Flores 81' Alejandro Guerra 90' Alejandro Moreno 68' Fernando Aristiguieta |
| Yuichi Komano 59' Sota Hirayama 59' Mu Kanazaki 75' Hisato Sato 75' Shinji Kagawa 84' | wissels      | 68' Alexander Rondon 73' Juan Fuenmayor 81' Jesús Gomez 85' Grenddy Perozo 90' Edder Farias |
| Marcus Tulio Tanaka ??' | gele kaarten | 41' Carlos Salazar 74' Alejandro Guerra 80' Giovanny Romero |

### Tweede ontmoeting
| Vriendschappelijk (Sapporo, Japan, 15 augustus 2012): |              | |
| Japan | 1 – 1        | Venezuela |
| Yasuhito Endo 14' | goals        | 62' Miku |
| Alberto Zaccheroni | bondscoach   | César Farías |
| Eiji Kawashima Yuto Nagatomo Yuichi Komano 87' Masahiko Inoha 46' Maya Yoshida Keisuke Honda Makoto Hasebe 62' Yasuhito Endō Shinji Kagawa Shinji Okazaki 77' Ryoichi Maeda 77' | opstellingen | Dani Hernández 78' Alexander González 70' Francisco Flores Rolf Feltscher Gabriel Cichero Andrés Túñez Roberto Rosales 54' Agnel Flores 90' Luis Seijas Miku 61' Mário Rondon |
| Hiroki Mizumoto 46' Hajime Hosogai 62' Kengo Nakamura 77' Jungo Fujimoto 77' Tomoaki Makino 87'                                                                                 | wissels      | 54' Franklin Lucena 61' Josef Martínez 70' José Velázquez 78' Frank Feltscher 90' Yohandry Orozco                                                                             |

### Derde ontmoeting
| Vriendschappelijk (Yokohama, Japan, 9 september 2014): |              | |
| Japan | 2 – 2        | Venezuela |
| Yoshinori Muto 51' Gaku Shibasaki 67' | goals        | 58' (pen.) Mário Rondon 71' Gabriel Cichero |
| Javier Aguirre | bondscoach   | Manuel Plasencia |
| Eiji Kawashima Gōtoku Sakai Yuto Nagatomo Masato Morishige Hiroki Mizumoto Maya Yoshida Gaku Shibasaki Hajime Hosogai 75' Keisuke Honda Yuya Osako 46' Yoichiro Kakitani 46'     | opstellingen | Dani Hernández Oswaldo Vizcarrondo Roberto Rosales Grenddy Perozo Alexander González Gabriel Cichero 76' Luis Seijas Tomás Rincón 66' Alejandro Guerra 89' Mário Rondon 80' José Rondón |
| Yoshinori Muto 46' Shinji Okazaki 46' Junya Tanaka 75' Shusaku Nishikawa Akihiro Hayashi Tatsuya Sakai Hiroki Sakai Takahiro Ogihara Ken Matsubara Ryota Morioka Yusuke Minagawa | wissels      | 66' Miku 76' Franco Signorelli 80' Josef Martínez 89' Juan Falcón Renny Vega Rubert Quijada Pedro Ramírez Edgar Jiménez                                                                 |
| Masato Morishige 29' Hiroki Mizumoto 57' | gele kaarten | 9' Luis Seijas |

JFA · A-Internationals · Selecties · Bondscoaches · Statistieken · Olympisch elftal · Japans vrouwenelftal · Japan U21 · Japan U20 · Japan U19 · Japan U18 · Japan U17
1910 – 1949 · 
1950 – 1959 · 
1960 – 1969 · 
1970 – 1979 · 
1980 – 1989 · 
1990 – 1999 · 
2000 – 2009 · 
2010 – 2019 · 
2020 – 2029
CC 1995 · 
CC 2001 · 
CC 2003 · 
CC 2005
WK 1998 · 
WK 2002 · 
WK 2006 · 
WK 2010 · 
WK 2014 · 
WK 2018
OS 1936 · 
OS 1956 ·
OS 1964 · 
OS 1968 · 
OS 1996 ·
OS 2000 ·
OS 2004 ·
OS 2008 ·
OS 2012 ·
OS 2016 ·
OS 2020
1917 · 
1918 · 1919 · 
1921 · 
1922 · 
1923 · 
1924 · 
1925 · 
1926 · 
1927 · 
1928 · 1929 · 
1930 · 
1931 · 1932 · 1933 · 
1934 · 
1935 · 
1936 · 
1937 · 1938 · 
1939 · 
1940 · 
1941 · 
1942 · 
1943 – 1950 · 
1951 · 
1952 · 1953 · 
1954 · 
1955 · 
1956 · 
1957 · 
1958 · 
1959 · 
1960 · 
1961 · 
1962 · 
1963 · 
1964 · 
1965 · 
1966 · 
1967 · 
1968 · 
1969 · 
1970 · 
1971 · 
1972 · 
1973 · 
1974 · 
1975 · 
1976 · 
1977 · 
1978 · 
1979 · 
1980 · 
1981 · 
1982 · 
1983 · 
1984 · 
1985 · 
1986 · 
1987 · 
1988 · 
1989 · 
1990 · 
1991 · 
1992 · 
1993 · 
1994 · 
1995 · 
1996 · 
1997 · 
1998 · 
1999 · 
2000 · 
2001 · 
2002 · 
2003 · 
2004 · 
2005 · 
2006 · 
2007 · 
2008 · 
2009 · 
2010 · 
2011 · 
2012 · 
2013 · 
2014 · 
2015 ·
2016 ·
2017 ·
2018 ·
2019 ·
2020 ·
2021 ·
2022
Afghanistan ·
Angola ·
Argentinië ·
Australië ·
Azerbeidzjan · 
Bahrein ·
Bangladesh ·
België ·
Bolivia ·
Bosnië en Herzegovina ·
Brazilië ·
Brunei ·
Bulgarije ·
Cambodja ·
Canada ·
Chili ·
China ·
Colombia ·
Costa Rica ·
Cyprus ·
Denemarken ·
Duitsland ·
Ecuador ·
Egypte ·
El Salvador ·
Engeland ·
Filipijnen ·
Finland ·
Frankrijk ·
Ghana ·
Griekenland ·
Guatemala ·
Haïti ·
Honduras ·
Hongarije ·
Hongkong ·
IJsland ·
India ·
Indonesië ·
Irak ·
Iran ·
Israël ·
Italië ·
Ivoorkust ·
Jamaica ·
Jemen ·
Joegoslavië ·
Jordanië ·
Kameroen ·
Kazachstan ·
Kirgizië ·
Koeweit ·
Kroatië ·
Letland ·
Luxemburg ·
Macau ·
Maleisië ·
Mali ·
Malta ·
Mexico ·
Mongolië ·
Montenegro ·
Myanmar ·
Nederland ·
Nepal ·
Nieuw-Zeeland ·
Nigeria ·
Noord-Korea ·
Noorwegen ·
Oekraïne ·
Oezbekistan ·
Oman ·
Oostenrijk ·
Pakistan ·
Palestina ·
Panama ·
Paraguay ·
Peru ·
Polen ·
Qatar ·
Roemenië ·
Rusland ·
Saoedi-Arabië ·
Schotland ·
Senegal ·
Servië ·
Servië en Montenegro ·
Singapore ·
Slowakije ·
Sovjet-Unie ·
Spanje ·
Sri Lanka ·
Syrië ·
Tadzjikistan ·
Taiwan ·
Thailand ·
Togo ·
Trinidad en Tobago ·
Tsjechië ·
Tunesië ·
Turkije ·
Turkmenistan ·
Uruguay ·
Venezuela ·
Verenigde Arabische Emiraten ·
Verenigde Staten ·
Vietnam ·
Wales ·
Wit-Rusland ·
Zambia ·
Zuid-Afrika ·
Zuid-Jemen ·
Zuid-Korea ·
Zuid-Vietnam ·
Zweden ·
Zwitserland
Australië (2006) · 
Brazilië (2006) · 
België (2018) · 
Colombia (2014) · 
Colombia (2018) ·
Denemarken (2010) ·
Duitsland (2022) · 
Frankrijk (2001) · 
Griekenland (2014) · 
Ivoorkust (2014) · 
Kameroen (2010) · 
Kroatië (2006) · 
Nederland (2010) ·
Polen (2018) ·
Senegal (2018) ·
Spanje (2022)
FVF · A-internationals · Selecties · Bondscoaches · Statistieken · Venezolaans vrouwenelftal · Olympisch elftal · Venezuela U21 · Venezuela U20 · Venezuela U19 · Venezuela U18 · Venezuela U17
1938 – 1949 ·
1950 – 1959 ·
1960 – 1969 ·
1970 – 1979 ·
1980 – 1989 ·
1990 – 1999 ·
2000 – 2009 ·
2010 – 2019 ·
2020 – 2029
1938 · 
1939–1945 · 
1946 · 
1947 · 
1948 · 
1949 · 1950 · 
1951 · 
1952 · 1953 · 1954 · 
1955 · 
1956 · 
1957–1964 · 
1965 · 
1966 · 
1967 · 
1968 · 
1969 · 
1970 · 
1971 · 
1972 · 
1973 · 
1974 · 
1975 · 
1976 · 
1977 · 
1978 · 
1979 · 
1980 · 
1981 · 
1982 · 
1983 · 
1984 · 
1985 · 
1986 · 
1987 · 
1988 · 
1989 · 
1990 · 
1991 · 
1992 · 
1993 · 
1994 · 
1995 · 
1996 · 
1997 · 
1998 · 
1999 · 
2000 · 
2001 · 
2002 · 
2003 · 
2004 · 
2005 · 
2006 · 
2007 · 
2008 · 
2009 · 
2010 · 
2011 · 
2012 · 
2013 · 
2014 · 
2015 · 
2016 · 
2017 ·
2018 ·
2019 ·
2020 ·
2021 ·
2022 ·
2023 ·
2024
Angola ·
Argentinië ·
Aruba ·
Australië ·
Bahama's ·
Bermuda ·
Bolivia ·
Brazilië ·
Canada ·
Chili ·
China ·
Colombia ·
Costa Rica ·
Cuba ·
Dominicaanse Republiek ·
Ecuador ·
El Salvador ·
Estland ·
Guatemala ·
Guinee ·
Haïti ·
Honduras ·
IJsland ·
Iran ·
Italië ·
Jamaica ·
Japan ·
Joegoslavië ·
Malta ·
Mexico ·
Moldavië ·
Nederlandse Antillen ·
Nicaragua ·
Nieuw-Zeeland ·
Nigeria ·
Noord-Korea ·
Oezbekistan ·
Oostenrijk ·
Panama ·
Paraguay ·
Peru ·
Puerto Rico ·
Saoedi-Arabië · 
Spanje ·
Syrië ·
Trinidad en Tobago ·
Uruguay ·
Verenigde Arabische Emiraten ·
Verenigde Staten ·
Zuid-Korea ·
Zweden ·
Zwitserland